# Oh! Darling
《Oh! Darling》是由英國搖滾樂團披頭四成員保羅·麥卡尼創作、收錄於專輯《艾比路》的1969年歌曲。（作品上是以藍儂-麥卡尼「Lennon–McCartney」的名義發表）

## 概要
當時保羅·麥卡尼在錄製這首曲子時，為了表現出像是對現場觀眾演唱的味道；在演唱完後若覺得沒有一次成功的話，當天便會直接結束該曲的錄製直至隔天再重唱一遍。
披頭四團員約翰·藍儂後續在雜誌《花花公子》的訪談中，表示著他當時應擔任此曲的主唱，因他認為自己的唱法更能表現出這首歌的味道。而另一成員喬治·哈里森則認為這首歌的和弦風格，呈現出1950至60年代音樂味道。
在2019年的重制版中能够很清楚的听到，第三段的Oh Darling被唱成了Oh Johnny。

## 演奏成員
- 保羅·麥卡尼：主唱、和聲、貝斯
- 約翰·藍儂：和聲、鋼琴
- 喬治·哈里森：和聲、吉他
- 林哥·史達：鼓

## 翻唱者
- 羅賓·吉布在1978年7月發行此翻唱單曲。
- 樂團華麗金屬翻唱的作品收錄於1986年專輯《Don't Cry Wolf》裡。
- 2007年電影《愛是唯一》中，由電影中角色莎蒂（Sadie）與喬喬（Jojo）翻唱。
- 莎拉·芭瑞黎絲於2007年在英國第四台的「Live from Abbey Road」演唱會上翻唱。
- 魔數41挑選此曲為2007至2008年期間巡迴演唱的曲目。
- B'z在2008年演唱會「B'z LIVE-GYM Pleasure 2008 -GLORY DAYS-」上，在第13首表演曲目中翻唱此曲。
- 選秀節目《美國偶像》於2010年第九季裡，由參賽者Katelyn Epperly在TOP24賽程中的挑選曲目。